# Богинов, Дмитрий Николаевич
Дми́трий Никола́евич Бо́гинов (7 мая 1918, Петроград или Кулотино, Новгородская губерния — 4 июня 1992, Москва) — советский тренер по хоккею, заслуженный тренер РСФСР (1960) и УССР, председатель Федерации хоккея РСФСР в 1979—1987 годах, серебряный призёр чемпионата СССР 1961 года.

## Биография
Родился 7 мая 1918 года в городе Петрограде. Из дворян. Отец — контр-адмирал. Мать — француженка. Знал французский, немецкий языки. Ещё до войны увлекался футболом. Судим.
Участник Великой Отечественной войны с 1941 по 1945 год. Был направлен в штрафбат. Прошёл всю войну от красноармейца до капитана, командира танковой бригады.
После войны работал на заводе штамповщиком.
После окончания Ленинградской школы тренеров тренировал юниорскую сборную Ленинграда.
Самостоятельную тренерскую работу начал в 1955 году в клубе «Торпедо» Горький. Вместе с торпедовцами Богинов прошёл путь от слабейшей команды лиги (последнее место в чемпионате 1955) до серебра чемпионата СССР 1961 и финала кубка СССР 1961. Впервые в истории чемпионатов СССР по хоккею призёром первенства стала команда из периферии. Именно благодаря Богинову в сборной Советского Союза появилась первая провинциальная тройка: Сахаровский — Чистовский — Халаичев.
В 1963 году принял решение уйти из клуба и возглавил только что созданную команду «Динамо» Киев. Собрав команду с нуля, за 5 лет Богинов вывел из второй лиги на 9-е место в чемпионате СССР 1968.
В 1973 году возглавил «тонущий» московский «Локомотив», сменив ушедшего Анатолия Кострюкова, но спасти клуб не смог. Сумел только отсрочить падение команды в турнирной таблице, занимая с этим клубом по итогам трёх сезонов подряд 7-е место. После его ухода падение команды продолжилось.
В 1976 году на базе Волжского автозавода был создан новый клуб — «Торпедо» Тольятти, возглавить который поручили Богинову. За короткий срок он собрал в команду таких известных хоккеистов, как Зубарев, Городецкий, Зозин, Карпов, Верещагин и другие. В стартовом матче сезона второй союзной лиги, 16 октября 1976 года, тольяттинское «Торпедо» обыграло авторитетный уже в то время магнитогорский «Металлург». В первых 10 матчах торпедовцы одержали семь побед при двух ничьих и одном поражении. Сезон команда завершила на 7-м месте. Следующий сезон «Торпедо» закончило уже на 3-м месте, одержав 34 победы при 13 поражениях, а 7 матчей сведя к ничейному результату. После сезона 1978 Богинов ушёл в отставку, передав клуб своему помощнику, Валерию Гущину.
В 1979 году Богинов возглавил Федерацию хоккея РСФСР и проработал в этой должности до выхода на пенсию в 1987 году.
В разные годы возглавлял молодёжные сборные СССР, выиграв Универсиады в Турине и Инсбруке.
Скончался 4 июня 1992 года. Похоронен на кладбище поселка Ромашково в Подмосковье.

## Семья
Несколько раз был женат. Сын Алексей — хоккеист, заслуженный тренер Украины.

## Достижения
- Серебряный призёр чемпионата СССР 1961
- Финалист Кубка СССР 1961

## Награды и звания
- Орден Красного Знамени (1942)
- Медали, в том числе:
  - Медаль «За победу над Германией в Великой Отечественной войне 1941—1945 гг.»
  - Юбилейная медаль «Двадцать лет Победы в Великой Отечественной войне 1941—1945 гг.»
  - Юбилейная медаль «Тридцать лет Победы в Великой Отечественной войне 1941—1945 гг.»
  - Юбилейная медаль «Сорок лет Победы в Великой Отечественной войне 1941—1945 гг.»
- Заслуженный тренер РСФСР и УССР по хоккею.